# Одесская улица (Тирасполь)
Одесская улица — улица общей протяжённостью около 4 км, расположенная в юго-восточной части города, в квартале Октябрьский Тирасполя, Приднестровская Молдавская Республика. Проходит от Планевного переулка до Одесского шоссе.

## Название
Одесская (город освободили в ходе Одесской наступательной операции) плавно перетекает в улицу Мира, на которой, кстати, расположен парк «Победа». Этим же маршрутом весной 44-го шли освободители – воины 228-й, 92-й и 118-й стрелковых дивизий 37-й армии 3-го Украинского фронта. Позади остались улицы легендарных командиров, подпольщиков, солдат, чей подвиг останется в веках (на Балке и в районе парка экскурсовод рассказывает об улицах Ульяны Громовой, Ватутина, Шарохина, Матросова, проезде Осташенко и др.). Уточним, что в 1944-м эти районы находились за городской чертой, были частью села Колкатовая Балка.

## Географическое положение
Начинается от Плавневого переулка, затем поворачивает направо и заканчивается пересечением с Одесским шоссе. Так же пересекается с улицами Краснодонской, Комсомольской, Текстильщиков, Юности, Каховской, Курчатова, Фрунзе, XX Партсъезда, Кутузова, Чапаева, Царёва, Фурманова, Мира, Мичурина, Тимирязева, Плавневой и переулками Гребеницким, Одесским, Свердлова, Восстания, Клинцовским, 1 Мая. Идет параллельно улице Полецкого и переулку Белинского. Представляет собой асфальтированную четырехполосную дорогу с двусторонним движением и одной проезжей частью.
Нумерация домов по нечетной стороне идет от дома 1 и заканчивается домом 145, а по четной стороне от дома 2 до дома 94. К общественно значимым зданиям относятся Поликлиника, лицей, детско-юношеская школа олимпийского резерва и больница. В начале улицы находится Дендрарий. Застройка смешанная — есть как многоэтажные, так и одноэтажные дома.

### Будущее
В Тирасполе планируют создать новый микрорайон Одесский. Построят его в районе улиц Суклейская и Одесская. Здесь будет своя инфраструктура, жилые дома, вспомогательные здания и сооружения.

## Примечательные здания и сооружения
По середине улицы расположен "Колокотовый рынок" — один из главных рынок города.
У начала улицы расположился Тираспольский Дендрарий, а следом вверх Республиканская клиническая больница.

## Транспорт
От переулка Свердлова до улицы Юности проложены троллейбусные провода и курсируют маршруты: 2, 3, 4, 4-Депо, 7, 7 Депо.
Также по улице ходят маршрутные такси: 2, 3, 4А, 7А, 8, 9, 9А, 10, 12, 15, 16, 20, 21, 23, 094
1. ↑  Данный населённый пункт расположен в Приднестровской Молдавской Республике. Согласно административно-территориальному делению Молдавии бо́льшая часть территории, контролируемой Приднестровской Молдавской Республикой, входит в состав Молдавии как административно-территориальные единицы левобережья Днестра, другая часть входит в состав Молдавии как муниципий Бендеры. Заявленная территория Приднестровской Молдавской Республики, контролируемая Молдавией, расположена на территории Дубоссарского, Каушанского и Новоаненского районов Молдавии. Фактически, Приднестровская Молдавская Республика является непризнанным государством, бо́льшая часть заявленной территории которого Молдавией не контролируется.
2. 1 2  Одесская ул. в Тирасполе на карте 🇲🇩. geodzen.com (11 февраля 2020). Дата обращения: 28 октября 2024.
3. ↑  В названии улиц – подвиг героев | Газета Приднестровье (27 октября 2024). Дата обращения: 28 октября 2024. Архивировано 2 декабря 2024 года.
4. ↑  Весна 44-го. Рождение эпоса – Приднестровский исторический портал. history.gospmr.org. Дата обращения: 28 октября 2024. Архивировано 30 октября 2024 года.
5. ↑  В Тирасполе появится новый микрорайон Одесский. novostipmr.com (30 июля 2021).